# Paphiopedilum spicerovenustum
Paphiopedilum spicerovenustum är en orkidéart som beskrevs av Udai Chandra Pradhan. Paphiopedilum spicerovenustum ingår i släktet Paphiopedilum och familjen orkidéer.
Artens utbredningsområde är Assam (Indien). Inga underarter finns listade i Catalogue of Life.